# Obchodní akademie, Vyšší odborná škola ekonomická a Jazyková škola s právem státní jazykové zkoušky Mladá Boleslav
Obchodní akademie, Vyšší odborná škola ekonomická a Jazyková škola s právem státní jazykové zkoušky, Mladá Boleslav, T. G. Masaryka 14 (zkráceně OA, VOŠE a JŠ s právem SJZ) je veřejná škola sídlící v Mladé Boleslavi, která nabízí úplné střední odborné vzdělání s maturitou a vyšší odborné vzdělání ekonomického zaměření.

## Obchodní akademie
Obchodní akademie nabízí čtyřleté denní studium ekonomicky zaměřených oborů. Studium je určeno pro absolventy základních škol a je zakončeno maturitní zkouškou.
Studijní obory
- 78-42-M/02 Ekonomické lyceum
- 63-41-M/02 Obchodní akademie

## Vyšší odborná škola ekonomická
Vyšší odborná škola ekonomická nabízí studium v denní (3 roky) i kombinované (4 roky) formě studia. Studium je vhodné pro absolventy středních škola a gymnázií a je zakončeno absolutoriem, absolvent získá titul diplomovaný specialista (DiS.).

### Studium
- Obor vzdělávání: 63-41-N/.. Ekonomika a podnikání
- Vzdělávací program: 63-41-N/16 Finanční řízení

### Spolupráce s VŠ
Škola spolupracuje s některými soukromými vysokými školami, které umožňují zkrácenou délku bakalářského studia. Jsou to například Vysoká škola obchodní v Praze, Vysoká škola manažerské informatiky a ekonomiky, Středočeský vysokoškolský institut, Vysoká škola finanční a správní, Vysoká škola hotelová v Praze, Evropský polytechnický institut, Vysoká škola Karla Engliše aj.